# Rubus transmarinus
Rubus transmarinus är en rosväxtart som beskrevs av David Elliston Allen. Rubus transmarinus ingår i släktet rubusar, och familjen rosväxter. Inga underarter finns listade i Catalogue of Life.